# Rui César Feuerschuette
Rui César Feuerschuette (Rio de Janeiro, 22 de fevereiro de 1912 — 16 de janeiro de 1985) foi um engenheiro e político brasileiro.
Filho de Otto Feuerschuette e de Carlota Rosa Feuerchuette. Casou com Maria Higina Correia Feuerschuette e tiveram dois filhos.
Diplomado em engenharia civil pela Faculdade de Engenharia da Universidade Federal do Paraná, em 1935.
Foi engenheiro-chefe da Estrada de Ferro Donna Thereza Christina (1937 — 1942).
Foi deputado à Assembleia Legislativa de Santa Catarina na 1ª legislatura (1947 — 1951).